# South Wayne (Wisconsin)
South Wayne es una villa ubicada en el condado de Lafayette en el estado estadounidense de Wisconsin. En el Censo de 2010 tenía una población de 489 habitantes y una densidad poblacional de 238,09 personas por km².

## Geografía
South Wayne se encuentra ubicada en las coordenadas 42°34′1″N 89°52′34″O / 42.56694, -89.87611. Según la Oficina del Censo de los Estados Unidos, South Wayne tiene una superficie total de 2.05 km², de la cual 2.05 km² corresponden a tierra firme y (0%) 0 km² es agua.

## Demografía
Según el censo de 2010, había 489 personas residiendo en South Wayne. La densidad de población era de 238,09 hab./km². De los 489 habitantes, South Wayne estaba compuesto por el 99.18% blancos, el 0.61% eran afroamericanos, el 0% eran amerindios, el 0% eran asiáticos, el 0% eran isleños del Pacífico, el 0.2% eran de otras razas y el 0% pertenecían a dos o más razas. Del total de la población el 0.41% eran hispanos o latinos de cualquier raza.